# Česká chorální notace
Česká chorální notace dříve označovaná jako r(h)ombická notace, či jen rombika, nebo rhombika, z latinského (nota) rhombica, je chorální notace vzniklá v českých zemích.
Rozdílný způsob kaligrafického znázorňování jednotlivých znaků regionálních typů notace (mj. mozarabský, francouzský, italský ad.) vyústil ve vytvoření tří základních typů noty choralis, z nichž jedním je česká notace: 
1. kvadrátní (románský, nota romana quadrata) - zejména v románských zemích, především ve Francii
2. gotický (nota gotica) - v německém jazykovém orkuhu
3. rombický (nota rhombica) - vyvinula se a zdomácněla v Čechách

Přínosem noty choralis je změna základního postoje v notační praxi – notæ simplices (prosté noty, v jednotném čísle nota simplex), ze kterých se organicky tvoří znaky další. Změny v grafickém znázornění jsou až druhotným znakem. 
Období od 11. století do 30. let 13. století není v českých pramenech dostatečně zmapované, a tak doba, kdy docházelo k přechodu od notace nediastematické neumové k diastematické chorální není v Čechách doložena. 